# Amelie Williams
Amelie Williams, född 12 oktober 2006, är en brittisk konstsimmare.

## Karriär
Vid EM 2024 i Belgrad var Williams en del av Storbritanniens lag som tog brons i det fria lagprogrammet.